# PSI-PSDI Unificats
PSI-PSDI Unificats (en italià: PSI-PSDI Unificati) fou la denominació oficial del partit nascut el 30 d'octubre de 1966 fruit de la unificació del Partit Socialista Italià (PSI) i del Partit Socialista Democràtic Italià (PSDI). Era conegut habitualment com a Partit Socialista Unificat, en italià: Partito Socialista Unificato (PSU).
La unificació dels dos partits es va produir el 1963, i fou seguit de l'entrada del PSI, per primera vegada, en el govern de majoria presidit per Aldo Moro, i constituït per una coalició de centreesquerra amb DC, PSDI e PRI.
El 28 d'octubre de 1968 el PSU va reprendre la denominació de Partit Socialista Italià (PSI). La unitat dels dos components no va resistir gaire i es produí una nova escissió. El 5 de juliol de 1969 el component socialdemocràtic abandonà la coalició per a fundar el Partit Socialista Unitari (PSU), que va reprendre la denominació Partit Socialista Democràtic Italià (PSDI).

## Resultats electorals

### Parlament Italià
| Any  | Líder        | Vots           | %     | Diputats | +/– | Vots           | %     | Senadors | +/- |
| ---- | ------------ | -------------- | ----- | -------- | --- | -------------- | ----- | -------- | --- |
| 1968 | Pietro Nenni | 4,603,192 (3r) | 14.48 | 91 / 630 | Nou | 4,354,906 (3r) | 15.22 | 46 / 315 | Nou |